# I Can't Break It to My Heart
I Can't Break It to My Heart è il quarto singolo estratto dal terzo album della cantante australiana Delta Goodrem, Delta (2007). È stato distribuito il 16 agosto 2008.